# Derovatellus ater
Derovatellus ater är en skalbaggsart som beskrevs av Bilardo och Pederzani 1978. Derovatellus ater ingår i släktet Derovatellus och familjen dykare. Inga underarter finns listade i Catalogue of Life.